# Megaceros flagellaris
Megaceros flagellaris är en bladmossart som först beskrevs av William Mitten, och fick sitt nu gällande namn av Franz Stephani. Megaceros flagellaris ingår i släktet Megaceros och familjen Dendrocerotaceae. Inga underarter finns listade i Catalogue of Life.